# Cnidium monnieri
Cnidium monnieri är en växtart i släktet Cnidium och familjen flockblommiga växter. Arten beskrevs först av Carl von Linné och fick sitt nu gällande namn av Pierre Cusson.
Arten är ettårig och förekommer i Asien, från Indien och Vietnam i söder till ryska fjärran östern i norr. Utöver nominatformen erkänns varieteten C. monnieri var. formosanum.